# بنك الاستثمار الإفريقي
بنك الاستثمار الإفريقي (AIB) هو واحد من ثلاث مؤسسات مالية تابعة للاتحاد الإفريقي (AU) إلى جانب صندوق النقد الإفريقي والبنك المركزي الإفريقي . سيكون مقرها في طرابلس ، ليبيا .

## خلفية
اعتمدت قمة لومي (2000) القانون التأسيسي للاتحاد الإفريقي، الذي يحدد أهداف ومبادئ وأجهزة ومنظمات الاتحاد الإفريقي. وقع سبعة وعشرون دولة إفريقية القانون، الذي ينص على إنشاء مجموعة واسعة من المؤسسات، بما في ذلك البرلمان الإفريقي؛ محكمة العدل الإفريقية والبنك المركزي الإفريقي وصندوق النقد الإفريقي وبنك الاستثمار الإفريقي. في عام 2005، عقد الاتحاد الإفريقي اجتماعًا للخبراء المستقلين في أديس أبابا، إثيوبيا، للنظر في أوراق المفاهيم ومشاريع البروتوكولات التي أعدتها مفوضية الاتحاد الإفريقي فيما يتعلق بالمؤسسات الثلاث. وحدد الاتحاد الإفريقي أيضًا مقاعد للمؤسسات المالية والبنك المركزي الإفريقي ( نيجيريا ) وبنك الاستثمار الإفريقي (ليبيا) وصندوق النقد الإفريقي ( وسط إفريقيا ).

## الولاية والمبادئ التي تحكم العمليات
في 21 نوفمبر 2006 ، عقدت مفوضية الاتحاد الإفريقي اجتماعًا في ياوندي بالكاميرون لتحديد الخطوط العريضة لتنفيذ المؤسسات المالية الإفريقية الثلاث وفقًا للمادة 19 من القانون التأسيسي. تم تصور ولاية بنك الاستثمار الآسيوي للمساعدة في تعزيز النمو الاقتصادي وتسريع التكامل الاقتصادي في إفريقيا بما يتماشى مع الخطة الاستراتيجية للاتحاد الإفريقي. أكدت المادة 17 من الاتفاقية أن طريقة العمليات المصرفية للبنك الإسلامي الدولي ستتم وفقًا للمبادئ الأساسية التالية:
1. تهدف العمليات أساسًا إلى تمويل مشاريع محددة ، بما في ذلك خطط التنمية الوطنية أو دون الإقليمية أو الإقليمية للأعضاء. قد يشمل تمويل مؤسسات التنمية الوطنية في إفريقيا التي تخدم الولاية ؛
2. عند اختيار المشاريع ، تقييم مساهمتها المحتملة في الولاية ، بدلاً من نوع المشروع ؛
3. لن يمول AIB أي تعهد في إقليم العضو إذا اعترض ذلك العضو ؛
4. عند النظر في طلبات الحصول على قرض أو ضمان ، ضع في الاعتبار قدرة المقترض على الحصول على تمويل أو تسهيلات في مكان آخر ؛
5. عند تقديم أو ضمان القروض ، فكر فيما إذا كان المقترض وضامنه قادران على الوفاء بالالتزامات ؛ وأن سعر الفائدة والرسوم الأخرى وجدول السداد مناسب ؛
6. لا يمكن استخدام العائدات إلا في عمليات الشراء في الدول الأعضاء للسلع التي ينتجها الأعضاء ، إلا إذا كان مجلس الإدارة يسمح بالمشتريات غير الأعضاء ، أو السلع المنتجة غير الأعضاء ، في ظروف خاصة (أي أن غير الأعضاء يوفر تمويلًا كبيرًا لـ AIB) .
7. في حالة وجود قرض مباشر ، يمكن للمقترض سحب الأموال فقط لتغطية نفقات المشروع عند تكبدها ؛
8. اتخاذ تدابير لضمان استخدام حصيلة القرض فقط للأغراض التي مُنحت القرض ؛
9. تجنب كمية غير متناسبة من الموارد التي يستفيد منها أي عضو ؛
10. البحث عن تنويع معقول في الاستثمار في رأس المال ؛ لن يتولى AIB إدارة أي كيان أو مؤسسة يستثمر فيها ، إلا عند الضرورة ؛
11. تطبيق المبادئ المصرفية السليمة ، لا سيما على الاستثمارات في رأس المال ؛
12. لضمان القروض المقدمة من مستثمرين آخرين ، يتلقى البنك العربي الإسلامي تعويضًا مناسبًا للمخاطر .

## عضوية
وفقًا للمادة 4 ، عضوية AIB مفتوحة لجميع أعضاء الاتحاد الإفريقي. يمكن قبول البلدان المؤهلة التي لا تصبح أعضاء عند بدء العمليات في وقت لاحق ، وفقًا للشروط والأحكام التي يحددها مجلس المحافظين (BOG) ، بعد التصويت الإيجابي بأربعة أخماس المحافظين على الأقل ، وهو ما يمثل ما لا يقل عن ثلاثة أرباع من مجموع قوة التصويت العضو.

## عاصمة
لم يتم بعد تحديد رأس المال المصرح به من قبل AIB. سيتم تقسيمها إلى عدد من الأسهم بقيمة اسمية محددة ، والتي ستكون متاحة للأعضاء للاشتراك وفقًا لأحكام الاتفاقية . يقسم رأس المال المصرح به إلى أسهم مدفوعة وأسهم قابلة للاستدعاء . سيحدد BOG من حين لآخر نسبة رأس المال المصرح به في الأسهم المدفوعة والأسهم القابلة للاستدعاء. قد يقوم BOG بزيادة رأس المال المصرح به ، وفقًا للشروط والأحكام التي يُنصح بها. سيتم تبني قرار BOG بزيادة رأس المال المصرح به بتصويت ما لا يقل عن أربعة أخماس المحافظين ، وهو ما يمثل ما لا يقل عن ثلاثة أرباع مجموع الأعضاء الذين يحق لهم التصويت.